# 特拉韋賽群島

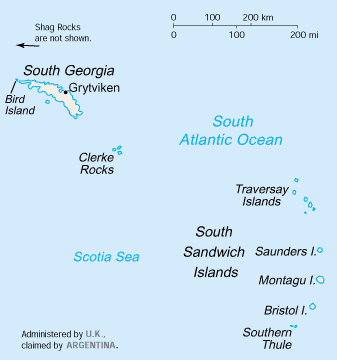

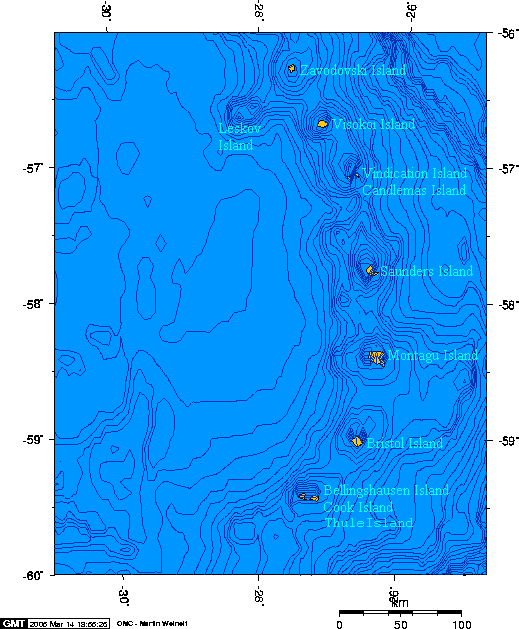

特拉韋賽群島（英語：Traversay Islands）是南大西洋的群島，屬於南桑威奇群島的一部分，由扎沃多夫斯基島、列斯科夫島和維索科伊島3座島嶼組成，行政方面由英國海外領土南喬治亞島與南桑威奇群島負責管轄，總面積60平方公里，島上無人居住。

## 外部連結
- Photograph of Zavodovski Island （页面存档备份，存于）
- Aerial photograph of Zavodovski Island （页面存档备份，存于）
- Photograph of Visokoi Island

56°36′S 27°43′W / 56.600°S 27.717°W